# حصن سردار
حصن سردار (بالأرمينية: Սարդարի Բերդ) مشتقة من سردار الفارسي؛ لقب من أصل فارسي يُستخدم للقادة العسكريين أو السياسيين بمعنى "القائد" أو "الزعيم" وبيرد أرمني: Բերդ; تعني "القلعة") يجلس على اليمين قبل المقبرة في قرية سارداربات في مقاطعة أرمافير في أرمينيا.

## تاريخ
تم بناء القلعة في وقت ما بين عامي 1807-1828، خلال الحكم وبمساعدة سردار حسين قولي خان قاجار (سرداري إيرافاني)،آخر وأفضل حكام القاجاريين الفارسيين لخانية يريفان.
تم بناؤه باستخدام الحجارة المأخوذة من أنقاض مدينة أرمافير القديمة، لا يزال بعضها يحمل آثار النقوش المسمارية الأورارتية، تم استخدام القلعة كمركز إداري لمنطقة ساردارابات وأيضًا كمقر صيفي لخان يريفان (إيريفان).
تم القبض على سرداري بيرد في عام 1828 من قبل الروس تحت قيادة الجنرال إيفان باسكيفيتش خلال الحرب الروسية الفارسية (1826-1828)، على الرغم من الدفاع القوي من قبل حسن خان سرداري إيرافاني شقيق سردار حسين قولي خان، بالحديث عن باسكيفيتش في ملخص مكتب الحرب البريطاني فإنه ينص المقطع التالي على ما يلي:
"تم الاستيلاء على سرداراباد وهي قرية محصنة كبيرة على قناة تغذيها أراكس ووضع مخزون المؤن الموجودة فيها باسكيفيتش في وضع يمكنه من بدء حصار يريفان."
انتقلت المنطقة رسميًا من السيادة الفارسية إلى السيادة الروسية بعد معاهدة تركمانشاي في عام 1828، أصبح أرمافير سيردار أباد أويزد في الإقليم الأرمني التي أصبحت في حد ذاتها إريفان قوبيرنييا في عام 1840.
استمر هذا الوضع حتى ثورة فبراير في عام 1917، لم يتبق شيء تقريبًا من القلعة وتم تفكيك معظمها لبناء أرمينيا السوفيتية.

## انظر ايضاً
- أرمافير
- هوكتمبر
- نصب سارداربات التذكاري